# 김형선 (1904년)
김형선(金炯善, 1904년 ~ 1950년)은 일제강점기 한국의 사회주의계열 독립운동가이다.

## 생애
1904년 경남 마산에서 태어났다. 김형선은 부두노동과 점원생활등을 전전하면서 공산주의 운동에 가담, 1925년 마산 야체이카의 일원으로 조선공산당에 입당했다. 이 해 12월 '제1차 조선공산당 사건'에 연루되어 일제 경찰에 체포되었으나 곧바로 석방해 조선일보 마산지국에서 기자로 활동했다.
이듬해 1926년 8월, 제2차 조선공산당 검거 사건때 이를 피하기 위해 중국 광둥성으로 피신했고, 중국 공산당에 가입했다. 1930년 7월 '조선공산당 재건운동'이 중국 공산당 휘하로 들어갔다는 코민테른의 결정에 따라 중국 공산당의 지시로 '조선공산당 재건사업'을 위해 국내로 잠입, 시도했으나 1933년 7월 15일 구체적으로 일을 진행시키기도 전에 노량진에서 일제 경찰 검거되어 치안유지법과 출판법 위반, 파업이나 동맹휴학과 관련등으로 징역 8년을 선고받고 서대문형무소에 수감되었다. 그러나 김형선은 직접 파업과 동맹휴학등을 지도한 경우에 해당되어 형량이 다소 늘어나 11년 이상 옥살이를 하다 해방이 되고서야 풀려난다.
해방 후에는 건국준비위원회 교통부에서 활동하였고, 그 해 1945년 9월 조선공산당이 결성되었을 때 참여했다. 이듬해 1946년 2월 민주주의민족전선 중앙위원에 선임되었다. 같은 해 11월에는 남조선로동당 결성때 남로당 의장단 가운데 한명으로 선출되어 활동했다.
한국전쟁이 터졌을때, 월북 하던 중 사망했다. ‘백마 탄 여장군’ ‘조선의 잔 다르크’라고 불리며 중국에서 항일 운동을 했던 김명시(金命時ㆍ1907-1949)의 오빠이기도 하다.

## 참고자료
- 《박헌영 평전》, 안재성 저. 실천문학사